# セガ・システム16
システム16（SYSTEM16）は、セガ（現・セガ フェイブ）が1985年に開発したアーケードゲーム基板。

## 概要
本基板は、システム16Aと後発のシステム16Bの2種類が存在し、CPUは両方とも68000とZ80のデュアル構成で、音源チップはヤマハのYM2151が使用されている。配線はJAMMA規格ではなくセガ配列。ソフトウェアの交換は、16AはICソケット上のROMの差し替えで行い、16BはROMボードで交換する仕様となっており、16BのROMボードは1メガビットタイプと512キロビットタイプがある。16Aは、ICソケットが接触不良を起こしやすい不具合があり、発売後1年ほどでシステム16Bに代替わりするなど短命に終わった。
16Bはボード全体が16Aよりも1回り小型化され、推奨電力も16Aの7Aに対して16Bでは3.5Aの半分と省電力化が施されている。メインCPUもセガ特有のセキュリティ機能を搭載した電池内蔵のいわゆる「羊羹CPU」になっている。この為、メーカーサポートが終了している現在では（セガ・ロジスティクスサービスによる修理も終了）電池切れで起動不能になっている基板も多い。また、ゴールドキャパシタというコンデンサによる設定のバックアップ機能、スプライトの拡大縮小機能、音源にADPCM（μPD7759 ）1chが付与されている。
さらに後述するファンタジーゾーンII・リメイク版向けにカスタマイズされたバージョンも存在する。これらのバージョンにロムキットの互換性はない。

## 仕様・主要諸元
- メインCPU: モトローラ 68000 @ 10 MHz
- メモリ: 16kB+2kB（16A）
- サウンドCPU: ザイログ Z80 @ 4 MHz （16Bは5 MHz）
- 音源チップ: ヤマハ YM2151 @ 4 MHz、NEC μPD7751 ADPCM デコーダ（初期型及び16A）μPD7759（16B）
- 解像度: 320 x 224
- 発色数: 2048/32768色
- スプライト: 画面内に最大128個。拡大縮小機能（16Bのみ）
- スクロール画面: 2面
- ウィンドウ画面: 2面
- 適用コネクタ:セガオリジナル（56ピン、JAMMAではないため注意が必要）

## ファンタジーゾーンII・リメイク向け特別版
有限会社エムツーの堀井直樹ディレクターがプログラマへ、本基板の仕様で『ファンタジーゾーンII』をリメイクする話を持ちかけたところ「現在のプログラムスタイルではワークメモリが足りない」と否定されたため、ワークメモリを256kB+8kBへ大幅に増強した専用のSYSTEM16を、リメイクのためにわざわざ作成した。これを堀井は、正式な基板コードではないが「SYSTEM16C」と名づけている。

## 主なタイトル
初期のタイトルは16A用のみでのリリースで、システム16B用のロムキットは存在しない。16Bの登場後の中期～後期タイトルは一部を除いて基本的には16B用のみのリリースとなり、16A用のロムキットは存在しない。ただ、テトリスのように発売当初は16Bのみでのリリースだったものが、後に社会現象クラスの大ヒットとなった為に、セガの16Bの在庫だけでは需要がまかなえなくなったという事情で、急遽中古の在庫で抱えていた16Aでもリリースしたという例外もあった。
- （◎）は、ロムキットがシステム16A用のみのタイトル
- （★）は、ロムキットがシステム16A用とシステム16B用でそれぞれ存在するタイトル

- メジャーリーグ（◎）[1][2]
- ファンタジーゾーン（◎）[3][4]
- カルテット（◎）[5][6]
- ダンプ松本（◎）（制作：サンリツ電気）[7]
- アクションファイター（◎）[8][9]
- アレックスキッド ザ・ロストスターズ（◎）[9]
- ダンクショット[10][11]
- タイムスキャナー（★）[12][11]
- エイリアンシンドローム[13][14]
- SDI（★）[15][14]
- バレット[16][17]
- スーパーリーグ[18][19]
- ヘビーウェイトチャンプ[20][19]
- 忍 -SHINOBI-（★）[21][19]
- ソニックブーム[22][19]
- エースアタッカー[23][24]
- 獣王記[25][26]
- パッシングショット[26]
- エキサイトリーグ[27][26]
- ワンダーボーイIII モンスター・レアー（★）（制作：ウエストン）[28][29]
- テトリス（★）[30][31]
- ダイナマイトダックス[31]
- スケバン雀士竜子（★）（制作：サントス）
- タフターフ（制作：サン電子）[32]
- レッスルウォー[33][32]
- ベイルート（制作：サン電子）[34]
- ゴールデンアックス[35][36]
- フラッシュポイント[37][34]
- E-SWAT[38][34]
- MVP[39][40]
- オーライル（制作：ウエストン）[41][42]
- 琉球（制作：サクセス）[41][42]
- コットン（制作：サクセス）[43][44][45]
- ライオットシティ（制作：ウエストン）[46]
- 登龍門（制作：ジャンプ）[47][48]
- ファンタジーゾーンII・リメイク *イベントのみの公開